# Brouwerij Van den Moortel

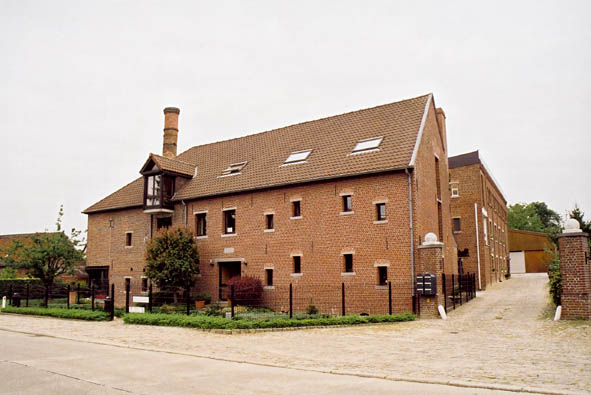
Brouwerij Van den Moortel

De Brouwerij Van den Moortel is een voormalige brouwerij in de tot de Vlaams-Brabantse gemeente Asse behorende plaats Bekkerzeel, gelegen aan de Schutstraat 11-15.
Dit voormalig bedrijfsgebouw is opgenomen in het beschermd dorpsgezicht van Bekkerzeel.
De oudste delen zijn uit de jaren '80 van de 19e eeuw en nadien hebben er diverse uitbreidingen plaatsgehad. Het bakstenen bedrijfsgebouw bezit nog een ronde schoorsteen. In de jaren '90 van de 20e eeuw werden er appartementen in het gebouw aangebracht.